# ال‌گراندا (کالیفرنیا)
ال‌گراندا (به انگلیسی: El Granada) یک منطقهٔ مسکونی در ایالات متحده آمریکا است که در شهرستان سن ماتئو، کالیفرنیا واقع شده‌است. ال‌گراندا ۱۲٫۴۸۹ کیلومتر مربع مساحت و ۵٬۴۶۷ نفر جمعیت دارد و ۱۲ متر بالاتر از سطح دریا واقع شده‌است.